# 1 500 meter för damer i friidrott vid olympiska sommarspelen 1972
1 500 meter för damer vid olympiska sommarspelen 1972 i München avgjordes 4 och 9 september. 

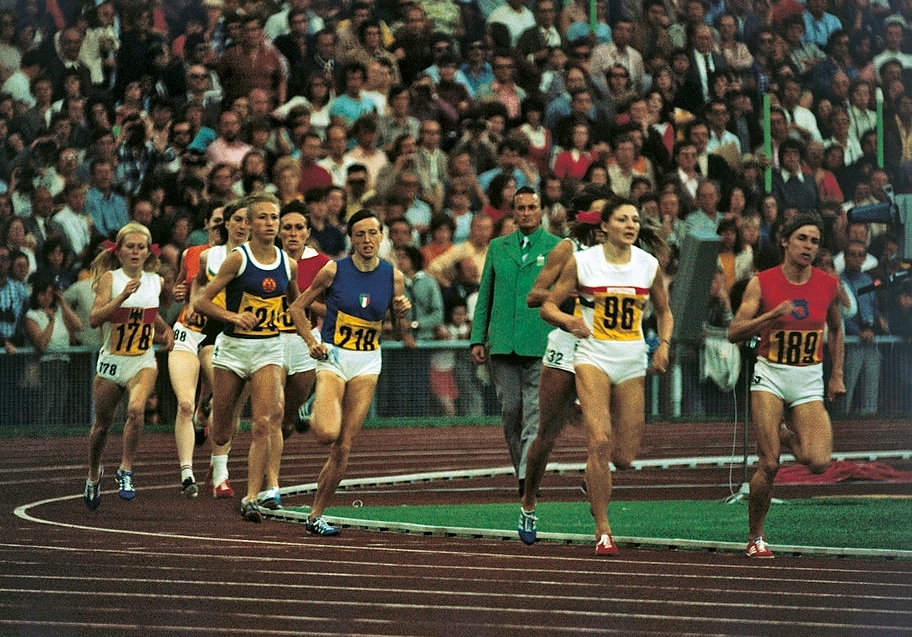
1500 meter finalen

## Medaljörer
| Gren        | Guld                            | Guld         | Silver                            | Silver  | Brons                 | Brons   |
| 1 500 meter | Ludmila Bragina · Sovjetunionen | 4.01,38 (VR) | Gunhild Hoffmeister · Östtyskland | 4.02,83 | Paola Pigni · Italien | 4.02,85 |

## Resultat
- Q innebär avancemang utifrån placering i heatet.
- q innebär avancemang utifrån total placering.
- DNS innebär att personen inte startade.
- DNF innebär att personen inte fullföljde.
- DQ innebär diskvalificering.
- NR innebär nationellt rekord.
- OR innebär olympiskt rekord.
- WR innebär världsrekord.
- WJR innebär världsrekord för juniorer
- AR innebär världsdelsrekord (area record) (I detta fall europarekord)
- PB innebär personligt rekord.
- SB innebär säsongsbästa.

### Heat

#### Heat ett
| Placering | Namn                 | Nationalitet    | Tid     | Noteringar |
| --------- | -------------------- | --------------- | ------- | ---------- |
| 1         | Ludmila Bragina      | Sovjetunionen   | 4.06,47 | WR         |
| 2         | Glenda Reiser        | Kanada          | 4:06.71 |            |
| 3         | Ilja Keizer          | Nederländerna   | 4:08.00 |            |
| 4         | Jenny Orr            | Australien      | 4:08.06 |            |
| 5         | Jaroslava Jehličková | Tjeckoslovakien | 4:08.39 |            |
| 6         | Christa Merten       | Västtyskland    | 4:12.60 |            |
| 7         | Joan Allison         | Storbritannien  | 4:14.89 |            |
| 8         | Marijke Moser        | Schweiz         | 4:24.94 |            |
| 9         | Lee Chiu-Hsia        | Republiken Kina | 4:37.15 |            |

#### Heat två
| Placering | Namn             | Nationalitet  | Tid     |
| --------- | ---------------- | ------------- | ------- |
| 1         | Paola Pigni      | Italien       | 4.09,53 |
| 2         | Vasilena Amzina  | Bulgarien     | 4:12.85 |
| 3         | Berny Boxem      | Nederländerna | 4:13.83 |
| 4         | Francie Kraker   | USA           | 4:14.73 |
| 5         | Thelma Wright    | Kanada        | 4:15.43 |
| 6         | Grete Andersen   | Norge         | 4:16.00 |
| 7         | Sára Ligetkutiné | Ungern        | 4:16.08 |
| 8         | Gerda Ranz       | Västtyskland  | 4:18.60 |
| 9         | Vera Nikolić     | Jugoslavien   | 4:23.36 |
| -         | Arda Kalpakian   | Libanon       | DNS     |

#### Heat tre
| Placering | Namn             | Nationalitet   | Tid     |
| --------- | ---------------- | -------------- | ------- |
| 1         | Tamara Pangelova | Sovjetunionen  | 4.10,75 |
| 2         | Karin Burneleit  | Östtyskland    | 4:10.83 |
| 3         | Francie Larrieu  | USA            | 4:11.18 |
| 4         | Joyce Smith      | Storbritannien | 4:11.27 |
| 5         | Inger Knutsson   | Sverige        | 4:11.32 |
| 6         | Mary Tracey      | Irland         | 4:16.43 |
| 7         | Sinikka Tyynelä  | Finland        | 4:21.40 |
| 8         | Emesia Chizunga  | Malawi         | 4:41.47 |
| -         | Magdolna Kulcsár | Ungern         | DNF     |

#### Heat fyra
| Placering | Namn                | Nationalitet   | Tid     |
| --------- | ------------------- | -------------- | ------- |
| 1         | Ellen Tittel        | Västtyskland   | 4.12,12 |
| 2         | Gunhild Hoffmeister | Östtyskland    | 4:12.80 |
| 3         | Sheila Carey        | Storbritannien | 4:13.01 |
| 4         | Wenche Sørum        | Norge          | 4:14.10 |
| 5         | Tonka Petrova       | Bulgarien      | 4:14.95 |
| 6         | Anne-Marie Nenzell  | Sverige        | 4:16.67 |
| 7         | Margrit Hess        | Schweiz        | 4:19.67 |
| 8         | Tamara Kazatjkova   | Sovjetunionen  | 4:20.15 |
| 9         | Chereno Maiyo       | Kenya          | 4:20.9  |
| -         | Doris Brown         | USA            | DNS     |

### Semifinaler

#### Heat ett
| Placering | Namn                | Nationalitet   | Tid     |
| --------- | ------------------- | -------------- | ------- |
| 1         | Tamara Pangelova    | Sovjetunionen  | 4.07,66 |
| 2         | Paola Pigni         | Italien        | 4:07.83 |
| 3         | Gunhild Hoffmeister | Östtyskland    | 4:07.94 |
| 4         | Ilja Keizer         | Nederländerna  | 4:08.25 |
| 5         | Vasilena Amzina     | Bulgarien      | 4:09.12 |
| 6         | Joyce Smith         | Storbritannien | 4:09.37 |
| 7         | Glenda Reiser       | Kanada         | 4:09.51 |
| 8         | Francie Kraker      | USA            | 4:12.76 |
| 9         | Inger Knutsson      | Sverige        | 4:14.97 |

#### Heat två
| Placering | Namn                 | Nationalitet    | Tid     | Noteringar |
| --------- | -------------------- | --------------- | ------- | ---------- |
| 1         | Ludmila Bragina      | Sovjetunionen   | 4.05,07 | WR         |
| 2         | Karin Burneleit      | Östtyskland     | 4:05.78 |            |
| 3         | Ellen Tittel         | Västtyskland    | 4:06.65 |            |
| 4         | Sheila Carey         | Storbritannien  | 4:07.41 |            |
| 5         | Berny Boxem          | Nederländerna   | 4:08.81 |            |
| 6         | Jenny Orr            | Australien      | 4:08.86 |            |
| 7         | Wenche Sørum         | Norge           | 4:09.70 |            |
| 8         | Francie Larrieu      | USA             | 4:15.26 |            |
| 9         | Jaroslava Jehličková | Tjeckoslovakien | 4:18.16 |            |

### Final
| Placering | Namn                | Nationalitet   | Tid     | Noteringar |
| --------- | ------------------- | -------------- | ------- | ---------- |
| 1         | Ludmila Bragina     | Sovjetunionen  | 4.01,38 | WR         |
| 2         | Gunhild Hoffmeister | Östtyskland    | 4.02,83 |            |
| 3         | Paola Pigni         | Italien        | 4.02,85 |            |
| 4         | Karin Burneleit     | Östtyskland    | 4.04,11 |            |
| 5         | Sheila Carey        | Storbritannien | 4.04,81 |            |
| 6         | Ilja Keizer         | Nederländerna  | 4.05,13 |            |
| 7         | Tamara Pangelova    | Sovjetunionen  | 4.06,45 |            |
| 8         | Jenny Orr           | Australien     | 4.12,15 |            |
| 9         | Berny Boxem         | Nederländerna  | 4.13,10 |            |
| -         | Ellen Tittel        | Västtyskland   | DNS     |            |